# Live and in Living Color
Live and in Living Color è un album dal vivo del gruppo musicale statunitense Tower of Power, pubblicato nel 1976.

## Tracce
1. Down to the Nightclub (Bump City) (David Garibaldi, Emilio Castillo, Steve Kupka) - 2:30
2. You're Still a Young Man (Emilio Castillo, Steve Kupka) - 5:14
3. What is Hip? (David Garibaldi, Emilio Castillo, Steve Kupka) - 6:35
4. Sparkling in the Sand (Emilio Castillo, Lawrence J. Lopez, Steve Kupka) - 8:12
5. Knock Yourself Out (Emilio Castillo, Steve Kupka) - 23:08